# Froelichia interrupta
Froelichia interrupta är en amarantväxtart som först beskrevs av Carl von Linné, och fick sitt nu gällande namn av Horace Bénédict Alfred Moquin-Tandon. Froelichia interrupta ingår i släktet Froelichia och familjen amarantväxter. Inga underarter finns listade i Catalogue of Life.